# Adrien Cotonat
 (avril 2025).
Motif : pas de sources espacées sur 2 ans.
- Archive Wikiwix
- Bing
- Cairn
- DuckDuckGo
- E. Universalis
- Gallica
- Google
- G. Books
- G. News
- G. Scholar
- Persée
- Qwant
- (zh) Baidu
- (ru) Yandex
- (wd) trouver des œuvres sur Wikidata

| 1. | Préciser le motif de la pose du bandeau. | Précisez le motif de la pose du bandeau en utilisant la syntaxe suivante : {{admissibilité à vérifier\|date=juillet 2025\|motif=remplacez ce texte par le motif}}                   |
| 2. | Informer les utilisateurs concernés.     | Pensez à avertir le créateur de l'article, par exemple, en insérant le code ci-dessous sur sa page de discussion : {{subst:avertissement admissibilité à vérifier\|Adrien Cotonat}} |

Adrien Cotonat, né en 1991 à Rodez (France), est un réalisateur, producteur et ancien présentateur de télévision franco-sénégalais.

## Biographie
En 2011, Adrien Cotonat est nommé directeur de La Chaîne sénégalaise (LCS) par Ousmane Masseck Ndiaye, ministre du Tourisme. Il occupe ce poste jusqu'en 2015,.
Durant cette période, il produit et présente plusieurs émissions télévisées sur LCS et Sen TV, telles que Combat de Chefs, Li Ci Sénégal, Face of the Year et Prête-moi ton job.
En 2020, il obtient la nationalité sénégalaise.
En 2023, il réalise le long-métrage documentaire Jigeen ni, la voie des femmes, sélectionné et récompensé dans plusieurs festivals internationaux,,,,,.

## Filmographie

### Réalisateur
- 2023 : Jigeen ni, la voie des femmes – Canal+[3]
- 2024 : In situ[9]
- 2024 : Parcs paradoxes – Voyage américain – Ushuaïa TV[10],[11],[12]

### Cadreur
- 2022 : Le Cours de la vie, de Frédéric Sojcher, avec Agnès Jaoui et Géraldine Nakache[13]